# Axel Törneman
Axel Törneman (født 28. oktober 1880 i Persberg, Värmland, død 26. december 1925 i Stockholm) var en svensk maler.
Törneman studerede i Göteborg, München og Dachau (Bayern) 1900—01 og udstillede sidstnævnte år De blinde på koncerten. Han fortsatte sine studier i Paris 1902—06, (Parisisk natkafé 1906, Thielska galleriet m. v.) og kom hjem 1906, Paris-skolet efter nyeste og bedste mønster, med mod og evner for de store opgaver på store lærreder, med farvestærk og lysende kolorit og med fast greb i det forenklende og monumentale i billedernes holdning. Hjemme igen malede han især billeder fra arbejderlivet: Grubearbejdere (1906) etc.; en forherligelse af det tekniske arbejde træffer man også ofte senere i hans kunst som i det store Ståltappning (med to kraftige arbejderskikkelser, udstillet på den svenske kunstudstilling i København 1916), jernværksmalerierne fra Munkfors, De elektriske strømme (1918, Tekniske Højskole, Stockholm), m. v.; også i en del ypperlige raderinger med motiver fra svenske jernværker og gruber. Törnemans stræben efter det monumentale førte ham naturligt til historiebilledet og freskomalingen (hvoraf en del prøver sås på den baltiske udstilling i Malmö 1914), således studie i al fresco (Malmö-museet). I 1910 malede han al fresco Tor i kamp med jætterne i Östermalms högre allmänna läroverk i Stockholm, 1911 en kakkelfrise Korsriddere for Linköpings frimurerloge, 1913 fresker i Riksdagshusets andet kammers sal (Torgny lagman, Engelbrecht i spidsen for bondehæren, landskab), og henimod 1920'erne påbegyndte han sine store og betydelige billeder til udsmykning af Stockholms Stadshus (et motiv kom i prins Eugens eje), således det fantasifulde Stockholms Apoteose (1923) i "Blå rummet". Törneman malede desuden landskaber, portrætter m. v.; på den baltiske udstilling 1914 sås blandt andet det skønne lysende Bretagne, på den svenske kunstudstilling i København 1916 selvportræt, to kvindeportrætter, tilhørende Ernest Thiel i Stockholm, nøgen kvindemodel, lidt à la Gauguin, o. s. fr. Til Stockholms Nationalmuseum kom Dame i blåt.